# Władisław Gabarajew
Władisław Nikołajewicz Gabarajew (oset. Владислав Николаевич Габараев; ur. 1957) – osetyński polityk, premier Osetii Południowej od 1995 do 25 września 1996 roku. 
Nie należy do żadnej partii politycznej, opowiada się za zjednoczeniem Osetii Południowej z Rosją lub wspólnym zarządem rosyjsko-gruzińskim. W 1995 padł ofiarą próby zabójstwa z użyciem bomby. W wyborach prezydenckich z 1996 roku uzyskał 20 procent poparcia.